# Bradley Steven Perry
Bradley Steven Perry (23 november 1998) is een Amerikaanse acteur, vooral bekend van zijn rol als Gabe Duncan op de Disney Channel familie sitcom Good Luck Charlie, en zijn rol als Roger Elliston III in Disney's High School Musical film en Sharpay's Fabulous Adventure.

## Carrière
In 2007 begon Perry op de leeftijd van 8 jaar zijn professionele acteercarrière met kleine rollen in de films Kies Connor en Magnificent Max. Het jaar daarop heeft hij zijn tv-debuut gemaakt met een gastrol op het CBS misdaad-drama Without a Trace. Perry bleef verschijnen in kleine komische rollen in films als The Goods, Live Hard, Sell Hard, Opposite Day, en Old Dogs.
In 2010 kreeg Perry een hoofdrol op het Disney Channel familie serie Good Luck Charlie. In de serie speelt Perry de intelligente en sluwe Gabe Duncan, de derde van vijf broers en zussen in de familie Duncan, samen met collega Disney-veteranen Jason Dolley en Bridgit Mendler. In 2011 speelde Perry een co-starring rol in de Disney Channel originele film Sharpay's Adventure tegenover Ashley Tisdale. In de film speelde Perry Roger Elliston III, een vroegrijpe jonge hondenbezitter en Sharpay's rivaal.

## Persoonlijk leven
Perry werd geboren op 23 november, 1998, en woont in Zuid-Californië met zijn ouders en drie oudere zussen. Hij speelt in een lokaal baseball team in zijn vrije tijd. Perry is ook een fervent fan van de New England Patriots en verscheen in een NBC Sunday Night Football televisie promo als "de Patriots Kid". Als hij niet bezig is met werk en school, besteedt Perry zijn tijd aan diverse goede doelen. Hij heeft een relatie gehad met Girl Meets World's Sabrina Carpenter, maar het koppel ging uit elkaar in augustus 2015.

## Filmografie
| Film      | Film                               | Film               | Film                   |
| Jaar      | Film                               | Rol                | Opmerkingen            |
| --------- | ---------------------------------- | ------------------ | ---------------------- |
| 2007      | Choose Connor                      | Scholier           |                        |
| 2007      | Magnificent Max                    | Georgie Rosenthal  | Korte film             |
| 2009      | Old Dogs                           | Voetbaljongen      | Cameo                  |
| 2009      | Who Shot Mamba?                    | David              |                        |
| 2009      | Opposite Day                       | Beveiliger 39      | Cameo                  |
| 2009      | The Goods: Live Hard, Sell Hard    | Jonge Don Ready    |                        |
| 2010      | Peacock                            | Jonge John Skillpa | Stem                   |
| 2011      | Sharpay's Fabulous Adventure       | Roger Elliston     | Direct-to-DVD          |
| Televisie |                                    |                    |                        |
| Jaar      | Show                               | Rol                | Opmerkingen            |
| 2008      | Without a Trace                    | Charlie            | Aflevering: "Closure"  |
| 2010–2014 | Good Luck Charlie                  | Gabe Duncan        | Een van de Hoofdrollen |
| 2011      | Good Luck Charlie, It's Christmas! | Gabe Duncan        | Televisiefilm          |
| 2013-2015 | Mighty Med                         | Kaz                | Hoofdrol               |